# Richard Konetzke
Richard Konetzke (* 20. März 1897 in Hangelsberg bei Berlin; † 29. Mai 1980 in Schleiden/Eifel) war ein deutscher Historiker. Er gilt als einer der Begründer der Geschichtsschreibung über Lateinamerika.

## Leben und Wirken
Richard Konetzke studierte Geschichte, Germanistik und Philologie in Marburg und Berlin. Als Student trat er dem Akademisch-Philologischen Verein Marburg und der Neuphilologischen Verbindung Brandenburgia Berlin (spätere Burschenschaft im ADB Brandenburgia Berlin) bei. Aus ersterer Korporation schied er wieder aus. 1934 ging die Burschenschaft Brandenburgia Berlin in der Burschenschaft Semnonia Berlin auf, der Konetzke fortan angehörte.
Seine wissenschaftliche Ausbildung erhielt er besonders bei Otto Hintze und Friedrich Meinecke. 1921 promovierte er bei Meinecke und Ernst Troeltsch in Berlin mit der Arbeit Isaak Iselin und der Staatsgedanke der Aufklärung. Nach der Promotion trat er in den höheren Schuldienst ein. 1925 folgten Studien in spanischen Archiven über die Geschichte des aufgeklärten Absolutismus in Spanien. Die Forschungen mündeten in die 1929 erschienene Arbeit über Die Politik des Grafen Aranda, in der er das Wirken des spanischen Staatsmannes Pedro Abarca würdigt. Seit 1930 war er Studienrat. Konetzkes 1939 erschienene Darstellung Geschichte des spanischen und portugiesischen Volkes wurde zum Standardwerk für die iberische Geschichte aus deutscher Sicht. 1941 wurde er von der Friedrich-Wilhelms-Universität Berlin mit Forschungen zur Geschichte der spanischen Kolonisation in Amerika beauftragt. Von seinen Verpflichtungen im Schuldienst wurde er weitgehend befreit. 1943 erschien sein grundlegendes Werk Das spanische Weltreich. 1944 ging er für Archivforschungen nach Spanien. Besonderes Augenmerk legte er auf die Sozialgeschichte des kolonialen Hispanoamerika.
Die Forschungen zur lateinamerikanischen Geschichte setzte Konetzke von 1952 bis 1954 als Research Associate an der Duke University in Durham fort. 1954 erhielt er einen Lehrauftrag an der Universität zu Köln. 1955 erfolgte dort seine Habilitation. Im selben Jahr wurde er Wissenschaftlicher Rat und 1956 außerplanmäßiger Professor. Konetzke lehrte seit 1961 als außerordentlicher Professor für Iberische und Lateinamerikanische Geschichte der Universität zu Köln und war zugleich Direktor der Iberischen Lateinamerikanischen Abteilung des Historischen Seminars. Seit 1964 war er Honorarprofessor an der Universität Córdoba. 1964 gründete er zusammen mit Hermann Kellenbenz das Jahrbuch für Geschichte von Staat, Wirtschaft und Gesellschaft Lateinamerikas. 1965 wurde er emeritiert. Sein Nachfolger wurde 1967 sein Schüler Günter Kahle. 1973 wurde Konetzke das Verdienstkreuz 1. Klasse der Bundesrepublik Deutschland verliehen. Konetzkes Band in der Fischer Weltgeschichte über Die Indianerkulturen Altamerikas und die spanisch-portugiesische Kolonialherrschaft gilt als Standardwerk und wurde bis 1992 in einer Auflage von 98.000 Exemplaren publiziert.

## Schriften (Auswahl)
- Die Politik des Grafen Aranda. Ein Beitrag zur Geschichte des spanisch-englischen Weltgegensatzes im 18. Jahrhundert. Ebering, Berlin 1929.
- Geschichte des spanischen und portugiesischen Volkes. Verl. Bibliograph. Institut, Leipzig 1939.
- Das spanische Weltreich. Grundlagen und Entstehung. Callwey, München 1943.
- Entdecker und Eroberer Amerikas. Von Christoph Kolumbus bis Hernán Cortés. Fischer, Frankfurt am Main 1963 (spanisch 1968).
- Die Indianerkulturen Altamerikas und die spanisch-portugiesische Kolonialherrschaft (= Fischer Weltgeschichte. Band 22). Fischer, Frankfurt am Main 1965, 97.–98. Tausend, 1992, ISBN 3-596-60022-7.
- Lateinamerika. Entdeckung, Eroberung, Kolonisation. Gesammelte Aufsätze  (= Lateinamerikanische Forschungen. Band 10). Böhlau, Köln 1983, ISBN 3-412-06681-8.